# Массиньяк
Массинья́к (фр. Massignac) — коммуна во Франции, находится в регионе Пуату — Шаранта. Департамент — Шаранта. Входит в состав кантона Монтамбёф. Округ коммуны — Конфолан.
Код INSEE коммуны — 16212.
Коммуна расположена приблизительно в 370 км к югу от Парижа, в 95 км южнее Пуатье, в 45 км к востоку от Ангулема.

## Население
Население коммуны на 2008 год составляло 407 человек.
| 1962 | 1968 | 1975 | 1982 | 1990 | 1999 | 2008 |
| ---- | ---- | ---- | ---- | ---- | ---- | ---- |
| 780  | 745  | 620  | 515  | 451  | 401  | 407  |

## Экономика
В 2007 году среди 224 человек в трудоспособном возрасте (15—64 лет) 161 были экономически активными, 63 — неактивными (показатель активности — 71,9 %, в 1999 году было 66,5 %). Из 161 активных работали 152 человека (83 мужчины и 69 женщин), безработных было 9 (4 мужчины и 5 женщин). Среди 63 неактивных 10 человек были учениками или студентами, 30 — пенсионерами, 23 были неактивными по другим причинам.

## Достопримечательности
- Дольмен Тоза[фр.]. Исторический памятник с 1929 года[3]

## Фотогалерея
- Церковь
- Мэрия
- Дольмен Тоза
- Озеро Ма-Шабан